# Lins (São Paulo)
Lins ist eine Stadt im brasilianischen Bundesstaat São Paulo. 2022 lebten in Lins nach offizieller Schätzung 74.779 Menschen auf 570 km².

## Geographie

### Distrikte
Die Gemeinde ist in zwei Distrikte unterteilt:
- Lins – Hauptdistrikt
- Guapiranga

## Geschichte
Die Gemeinde wurde 1919 durch Landesgesetz gegründet.

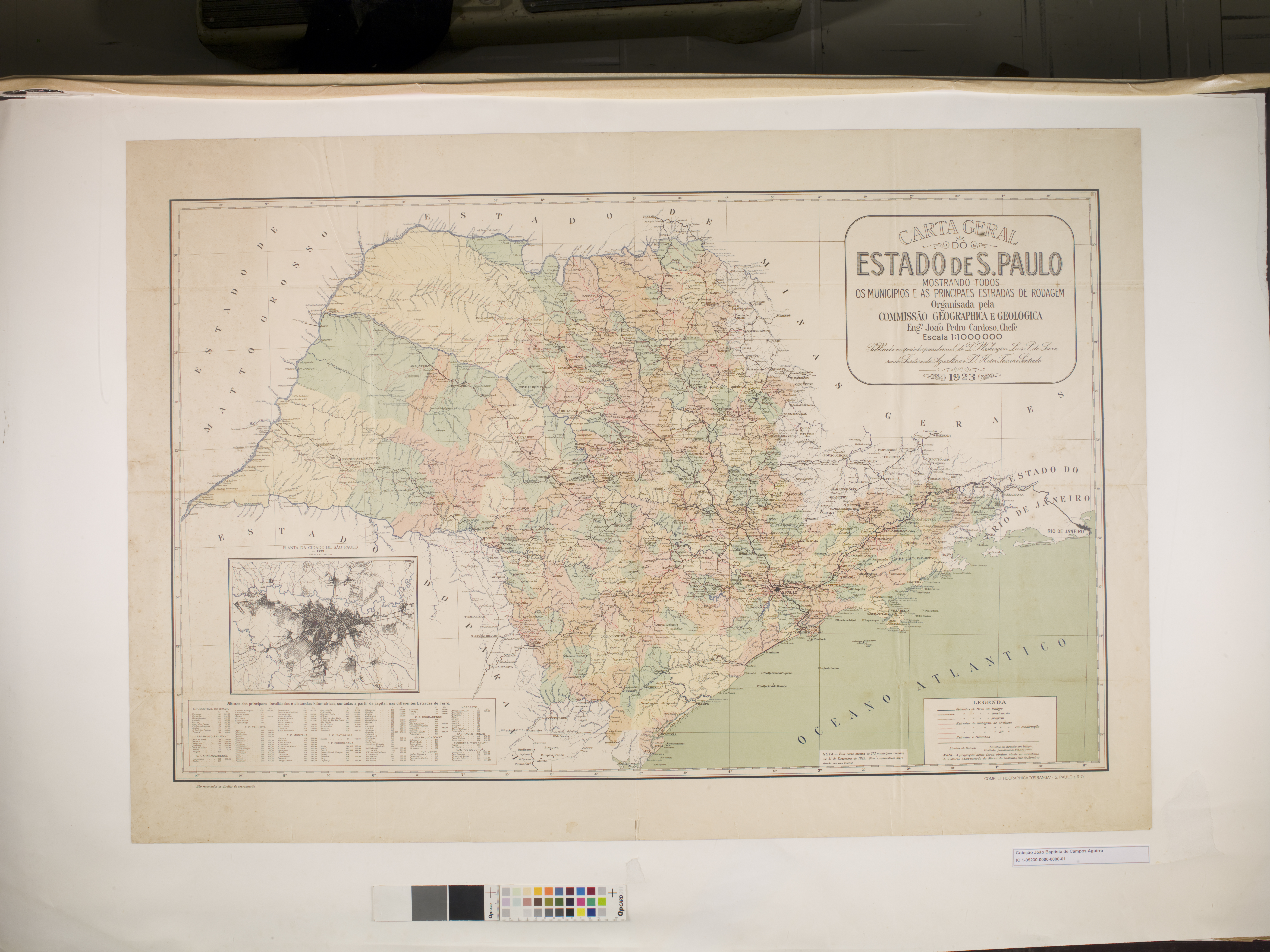
Karte des Bundesstaates São Paulo (1923).

## Bevölkerung
| Bevölkerungsentwicklung | Bevölkerungsentwicklung |
| Jahr                    | Bevölkerung             |
| ----------------------- | ----------------------- |
| 1920                    | 12.692                  |
| 1940                    | 65.486                  |
| 1950                    | 56.304                  |
| 1960                    | 47.939                  |
| 1970                    | 45.555                  |
| 1980                    | 51.038                  |
| 1991                    | 58.606                  |
| 2000                    | 65.952                  |
| 2010                    | 71.432                  |
| 2022                    | 74.779                  |
| [ 4 ] [ 5 ] [ 6 ]       |                         |

## Religion
Das Christentum ist in der Stadt wie folgt vertreten:

### Römisch-katholische Kirche
Die römisch-katholische Gemeinde ist Teil des Bistums Lins.

### Protestantische Kirche
In der Stadt gibt es die unterschiedlichsten evangelischen Glaubensrichtungen, hauptsächlich Pfingstler, darunter die brasilianischen Assemblies of God, die Christliche Kongregationalistische Kirche in Brasilien, und andere.

## Persönlichkeiten
- José Antônio Martins Galvão (* 1982), Fußballspieler